# Quell'ultimo ponte
Quell'ultimo ponte (A Bridge Too Far) è un film di guerra del 1977, diretto da Richard Attenborough e scritto da William Goldman.
Prodotto da Joseph E. Levine e Richard P. Levine, il film è basato dall'omonimo saggio storico di Cornelius Ryan e ricostruisce le fasi della Operazione Market Garden, un'operazione militare avvenuta nei Paesi Bassi durante la Seconda guerra mondiale.
Il film è interpretato da un cast corale che include Dirk Bogarde, James Caan, Michael Caine, Sean Connery, Edward Fox, Elliott Gould, Gene Hackman, Anthony Hopkins, Hardy Krüger, Laurence Olivier, Ryan O'Neal, Robert Redford, Maximilian Schell e Liv Ullmann. Nonostante sia stato accolto tiepidamente dalla critica, il film venne candidato nel 1978 a otto premi BAFTA, vincendo in quattro categorie tra le quali miglior attore non protagonista e miglior colonna sonora.

## Trama
Paesi Bassi, settembre 1944: viene pianificata l'operazione Market Garden, consistente in un aviolancio di 35 000 paracadutisti Alleati in Olanda. Due divisioni di paracadutisti statunitensi hanno il compito di rendere sicura la strada e i ponti fino a Nijmegen. Una divisione britannica, sotto il comando del maggior generale Roy Urquhart, dovrà invece atterrare a diversi chilometri da Arnhem e conquistare entrambe le sponde del ponte della cittadina con il supporto di una brigata polacca comandata dal generale Stanisław Sosabowski. Il XXX corpo d'armata ha il compito di spostarsi  lungo la strada occupata dai soldati statunitensi e raggiungere Arnhem due giorni dopo il lancio. Arnhem è vitale per la vittoria Alleata, poiché è l'unica via di fuga dall'Olanda per i tedeschi e un valido ingresso per gli Alleati per entrare nella Germania nazista.
I soldati britannici sono scettici sulla riuscita del piano, poiché ritengono che sia rischioso atterrare così lontano dal ponte. Il quartier generale britannico ritiene tuttavia che la divisione non incontrerà che poca resistenza. Il generale Browning ignora delle fotografie aeree che mostrano carri armati tedeschi ad Arnhem e gli avvertimenti della resistenza olandese. Gli ufficiali britannici inoltre si rendono conto che le radio trasmittenti in dotazione all'esercito non sono così potenti da permettere di comunicare dalla zona di atterraggio fino ad Arnhem, rischiando così di isolare i soldati.
L'operazione ha inizio: il lancio coglie di sorpresa i tedeschi e l'esercito Alleato incontra inizialmente poca resistenza. L'esercito si raduna e si prepara all'attacco, ma i tedeschi fanno saltare in aria il ponte di Son. Inoltre, poco dopo l'atterraggio, la divisione di Urquhart scopre che le radio non funzionano e viene attaccata dai tedeschi, che distruggono molte loro jeep.
Il XXX corpo d'armata è rallentato dal contrattacco tedesco, e le strette strade olandesi rendono difficile l'avanzata. Le truppe costruiscono un ponte Bailey per sostituire quello distrutto a Son ma vengono poi fermati a Nijmegen. I soldati della 82nd Airborne Division effettuano un pericoloso attraversamento diurno del fiume su barche di legno e riescono a occupare il ponte. Il XXX corpo d'armata tuttavia non può avanzare e deve attendere che la fanteria arrivi in loro soccorso per assaltare il paese. Nel frattempo, in Inghilterra, le truppe paracadutiste della seconda ondata sono impossibilitate a partire a causa delle nebbia. I tedeschi accerchiano i paracadutisti britannici isolati ad Arnhem, occupando le zone di lancio dei rifornimenti. Urquart si ritrova isolato dai suoi uomini ma si salva grazie all'aiuto di una famiglia olandese. I tedeschi acconsentono a un breve cessate il fuoco per permettere agli Alleati di evacuare i feriti da Arnhem. Gli Alleati chiedono aiuto a Kate ter Horst, una facoltosa donna del luogo, che acconsente a ospitare nella sua villa i feriti.
Dopo giorni di scontri, Arnhem viene rasa al suolo e molti soldati Alleati sono catturati. Il comando militare ordina infine la ritirata generale. Urquart ha perso oltre ottomila uomini negli scontri e ha lasciato i feriti indietro in modo da coprire la ritirata. Al quartier generale, Urquart affronta Browning, che tuttavia cerca di difendere le sue decisioni.
Kate ter Horst abbandona la sua casa insieme ai suoi figli mentre i soldati Alleati rimasti attendono di essere catturati dai tedeschi.

## Accoglienza
Il film è stato accolto tiepidamente dalla critica cinematografica. Sull'aggregatore di recensioni Rotten Tomatoes ha un indice di gradimento del 64%, con un voto medio di 6.10 basato su 25 recensioni. Il commento del sito recita: Quell'ultimo ponte è un film di guerra troppo lungo, anche se talenti di prima qualità da entrambe le parti della macchina da presa rendono il prodotto finale guardabile da inizio a fine".
Roger Ebert del Chicago Sun-Times ha dato al film 2 stelle su 4, scrivendo che "il film è enorme e pieno di star, ma non è epico. È il più lungo di guerra di serie B mai girato". Alex von Tunzelmann di The Guardian ha dato al film una D, definendolo "un fantastico film storico e una grande impresa cinematografica ma, a meno che non siate grandi appassionati di guerra, preparatevi a dormire".

## Riconoscimenti
- 1977 - Evening Standard British Film Awards
  - Miglior film
- 1977 - Premi BAFTA 1978
  - Miglior attore non protagonista (Edward Fox)
  - Miglior colonna sonora (John Addison)
  - Miglior fotografia (Geoffrey Unsworth)
  - Miglior sonoro (Gerry Humphreys, Simon Kaye, Robin O'Donoghue e Les Wiggins)
  - Candidatura - Miglior film
  - Candidatura - Miglior regia
  - Candidatura - Miglior montaggio
  - Candidatura - Miglior scenografia
- 1977 - National Society of Film Critics Awards
  - Miglior attore non protagonista (Edward Fox)